# Бронепалубные крейсера типа «Эдгар»
Бронепалубные крейсера типа «Эдгар» — серия крейсеров 1-го класса британского королевского флота, построенная в 1880-х — 1890-х гг. Являлись развитием типа «Блейк» (англ. Blake). Стали уменьшенной и удешевлённой версией своих предшественников. Всего было построено 9 единиц: «Крессент» (англ. Crescent), «Эдгар» (англ. Edgar), «Эндимион» (англ. Endymion), «Гибралтар» (англ. Gibraltar), «Грэфтон» (англ. Grafton), «Хоук» (англ. Hawke), «Ройял Артур» (англ. Royal Arthur), «Сент-Джордж» (англ. St George), «Тесей» (англ. Theseus).
Появление русского броненосного крейсера «Рюрик» и известия о закладке новых кораблей этого типа привело Британское Адмиралтейство к мнению о слабости «Эдгаров» против новых русских рейдеров. Это вызвало появление серии крейсеров типа «Пауэрфул» (англ. Powerfull).

## Конструкция

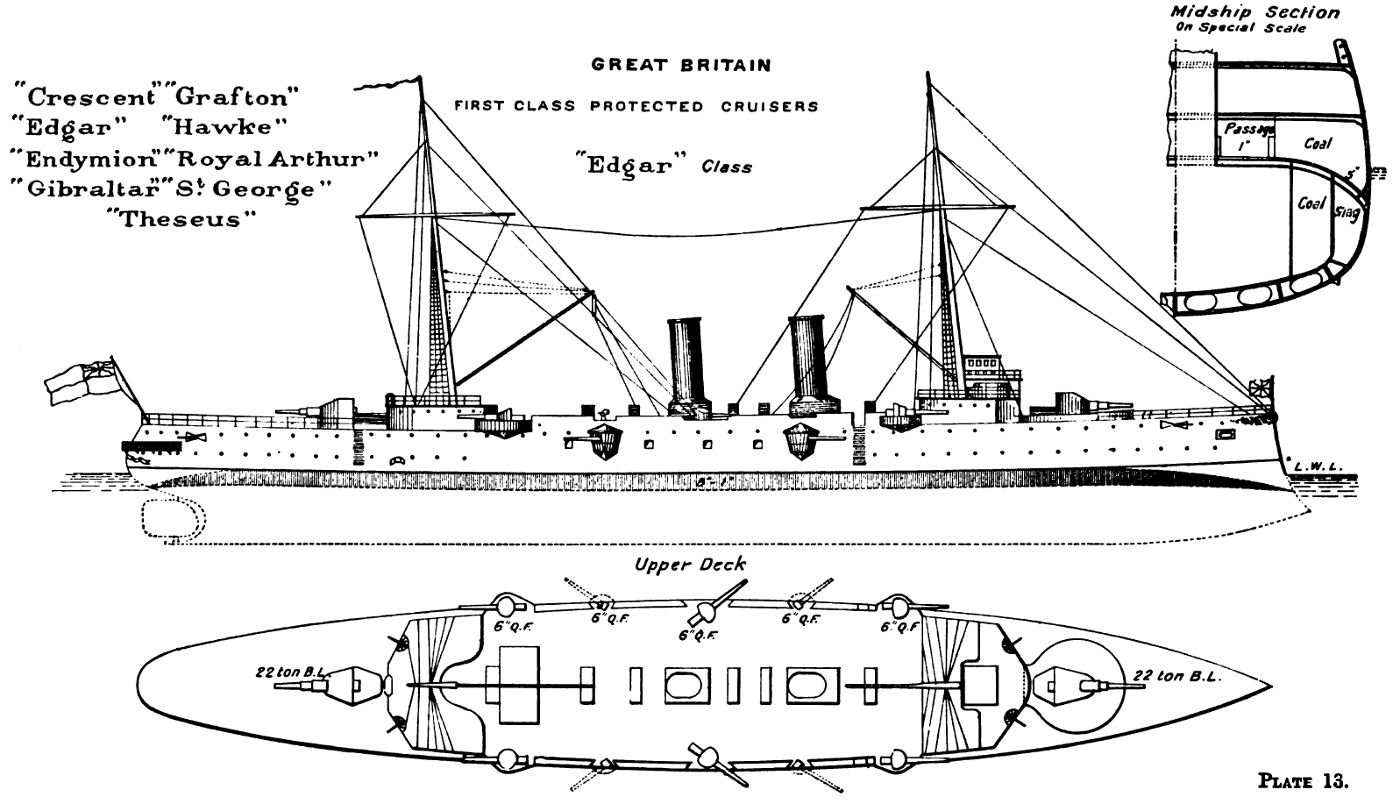
Бронепалубные крейсера типа «Эдгар». Схема.

### Силовая установка
Две паровые машины тройного расширения, 4 двойных цилиндрических паровых котла. Запас угля 1250 тонн.

### Вооружение

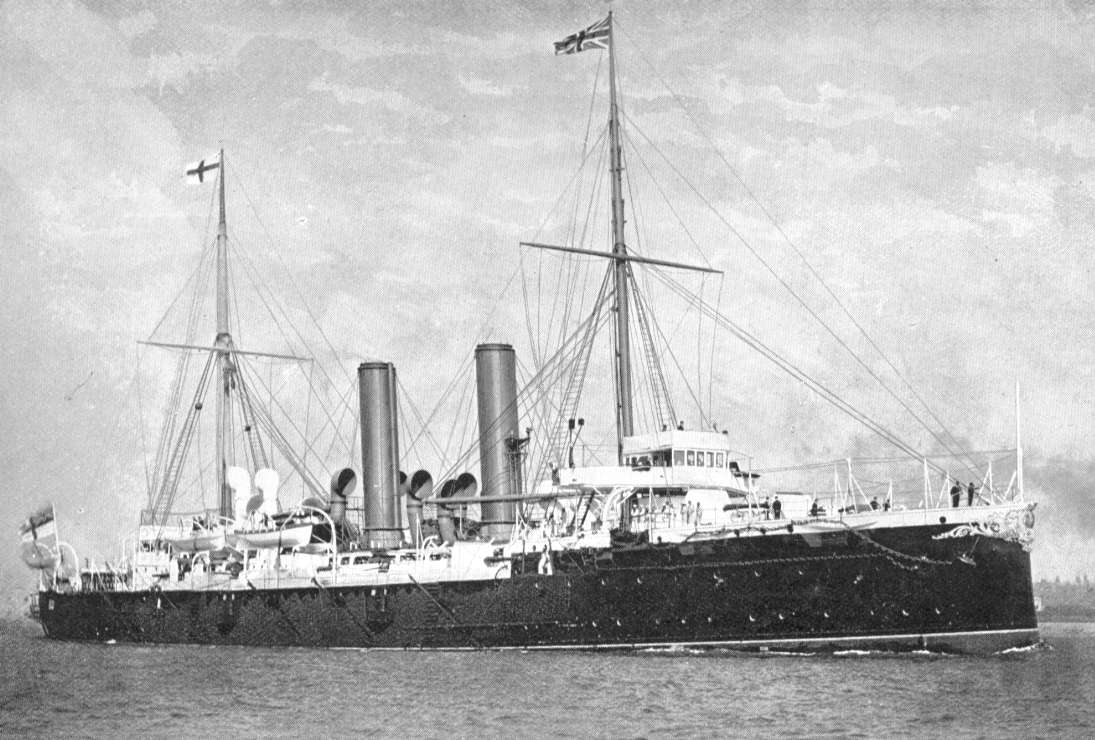
HMS Royal Arthur

Снизив проектную скорость с 22 до 20 узлов и уменьшив толщину скосов с 6 до 5 дюймов, Уайт смог разместить вооружение «Блейка» (два 234-мм и десять 152-мм орудий) в меньшем водоизмещении.
«Ройал Артур» и «Крессент» были построены по видоизменённому варианту проекта, получив вместо расположенной в диаметральной плоскости баковой 9-дюймовки два смещённых к бортам 6-дюймовых орудия.

### Бронирование
Броневая палуба являлась главной защитой крейсеров. Горизонтальный участок палубы имел толщину 25-76 мм, скосы опускавшиеся к бортам имели толщину 25-127 мм. Также палуба опускалась к носу и корме крейсера. Боевая рубка имела толщину стенок 305 мм. Щиты орудий главного калибра (234 мм) были толщиной 76 мм. Казематы имели толщину 152 мм.

## Служба
- «Крессент» — заложен 13 октября 1890 г., спущен 30 марта 1892 г., в строю с 22 февраля 1894 г.
- «Эдгар» — заложен в 3 июня 1889 г., спущен 24 ноября 1890 г., в строю с 2 марта 1893 г.
- «Эндимион» — заложен 21 ноября 1889 г., спущен 22 июля 1891 г., в строю с 26 мая 1894 г.
- «Джибралтар» — заложен 2 декабря 1889 г., спущен 27 апреля 1892 г., в строю с 1 ноября 1894 г.
- «Грэфтон» — заложен 1 января 1890 г., спущен 30 января 1892 г., в строю с 18 октября 1894 г.
- «Хоук» — заложен в 17 июня 1889 г., спущен 11 марта 1891 г., в строю с 16 мая 1893 г.
- «Ройял Артур» — заложен 20 января 1890 г., спущен 26 февраля 1891 г., в строю с 2 марта 1893 г.
- «Сент-Джордж» — заложен 23 апреля 1890 г., спущен 8 сентября 1892 г., в строю с 25 октября 1894 г.
- «Тизиус» — заложен 16 июля 1890 г., спущен 8 августа 1892 г., в строю с 14 января 1896 г.[4]

## Оценка проекта
Эти ладные надёжные корабли несли по два 234-мм орудия (на баке и на юте) и по 10 152-мм пушек (4 на батарейной палубе в казематах и 6 на верхней палубе за щитами). Подходили и для крейсерской службы и для разведывательной службы при эскадрах. Прослужив более 25 лет, они после Первой мировой войны пошли на слом, за исключением самого неудачливого — «Хоука»: в 1911 году он таранил английский лайнер «Олимпик», а в годы войны погиб от немецкой торпеды в Северном море.